# 托莱多军事博物馆
托莱多军事博物馆（西班牙语：Museo del Ejército）是一座位于西班牙托莱多的中级博物馆。它坐落在两座相连的建筑内：一座是历史悠久的托莱多城堡，另一座是专门建造的扩建建筑。
博物馆的历史开始于1803年，当时皇家军事博物馆成立，设于马德里的蒙特莱昂宫（ Palacio de Monteleón）。该建筑当时还是炮兵部队的兵营，1808年，法国人攻击和洗劫了该建筑。博物馆得到重建，但在1827年分为两个部分：炮兵博物馆（Museo de Artillería）和工程兵博物馆（Museo de Ingenieros）。后来，这些藏品统一存放在王国大厅（Salón de Reinos）。
在21世纪，这些藏品从马德里搬到了托莱多。托莱多城堡用于永久展览，按照年代顺序和主题，反映西班牙与军队的历史。另外建造的新楼则用于临时展览以及办公、会议、档案、图书馆、修复等。不过该地点并非没有争议，因为牵涉到西班牙内战期间的托莱多城堡包围战。2010年，新博物馆由阿斯图里亚斯亲王費利佩揭幕。

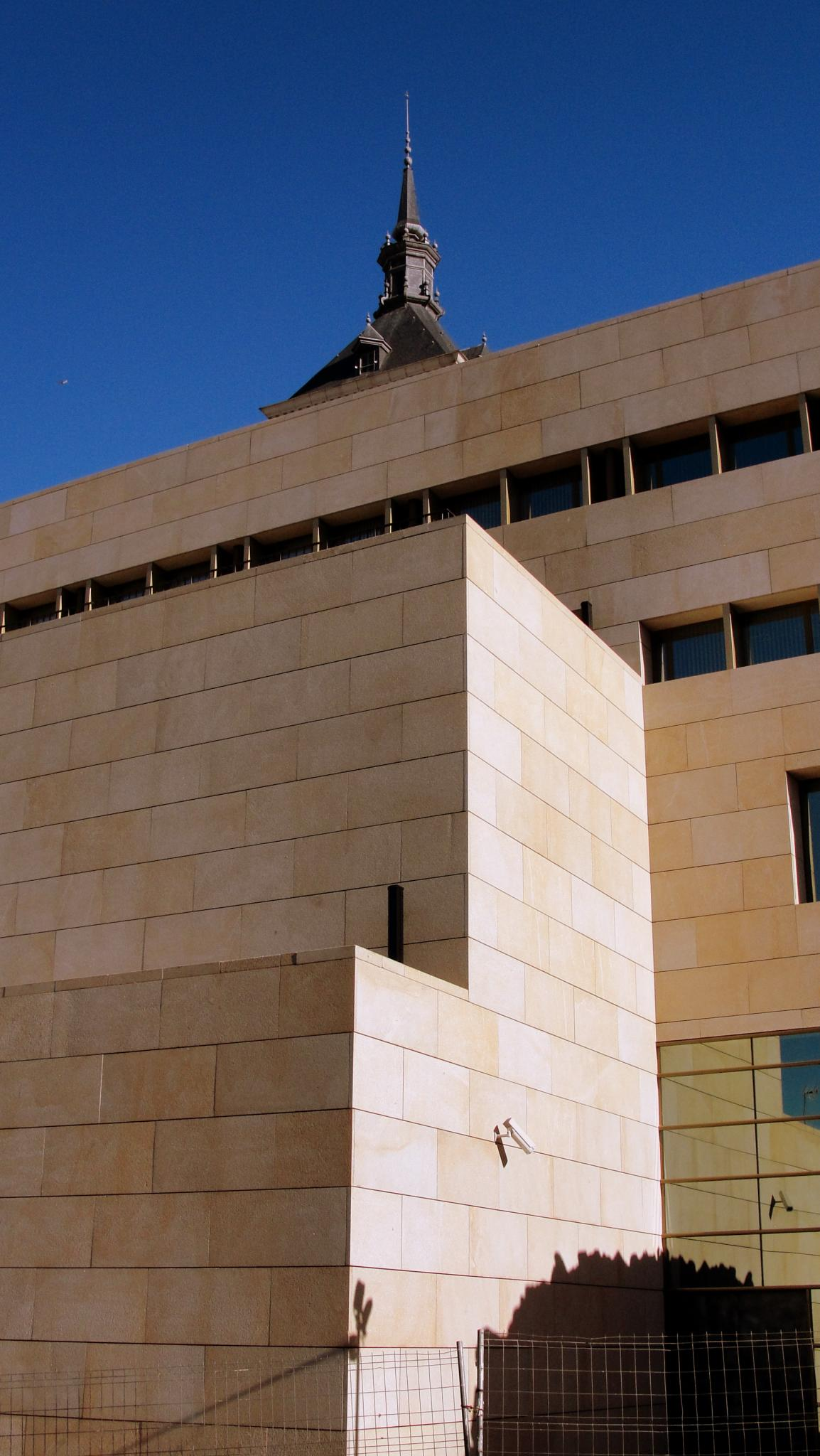

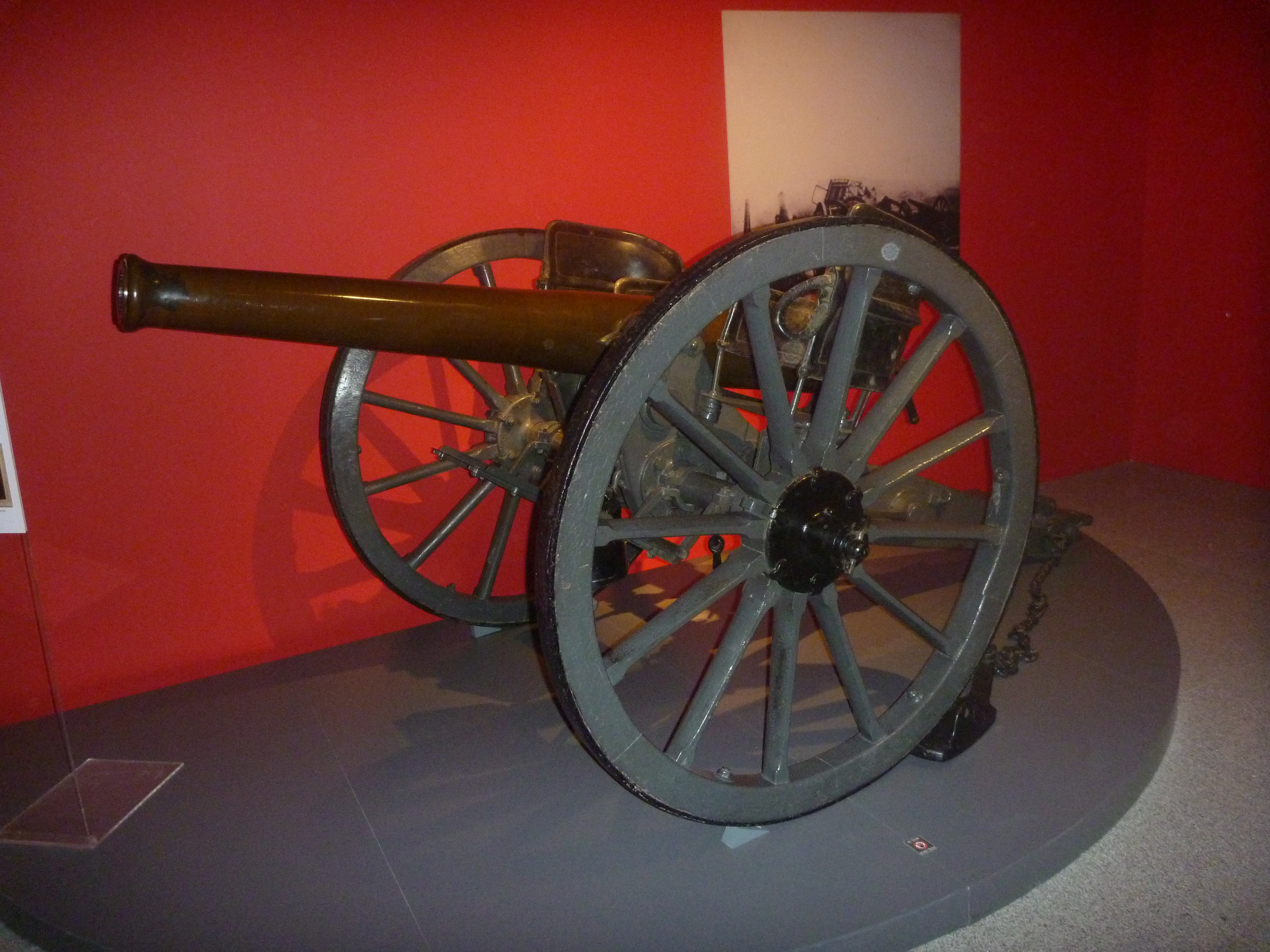
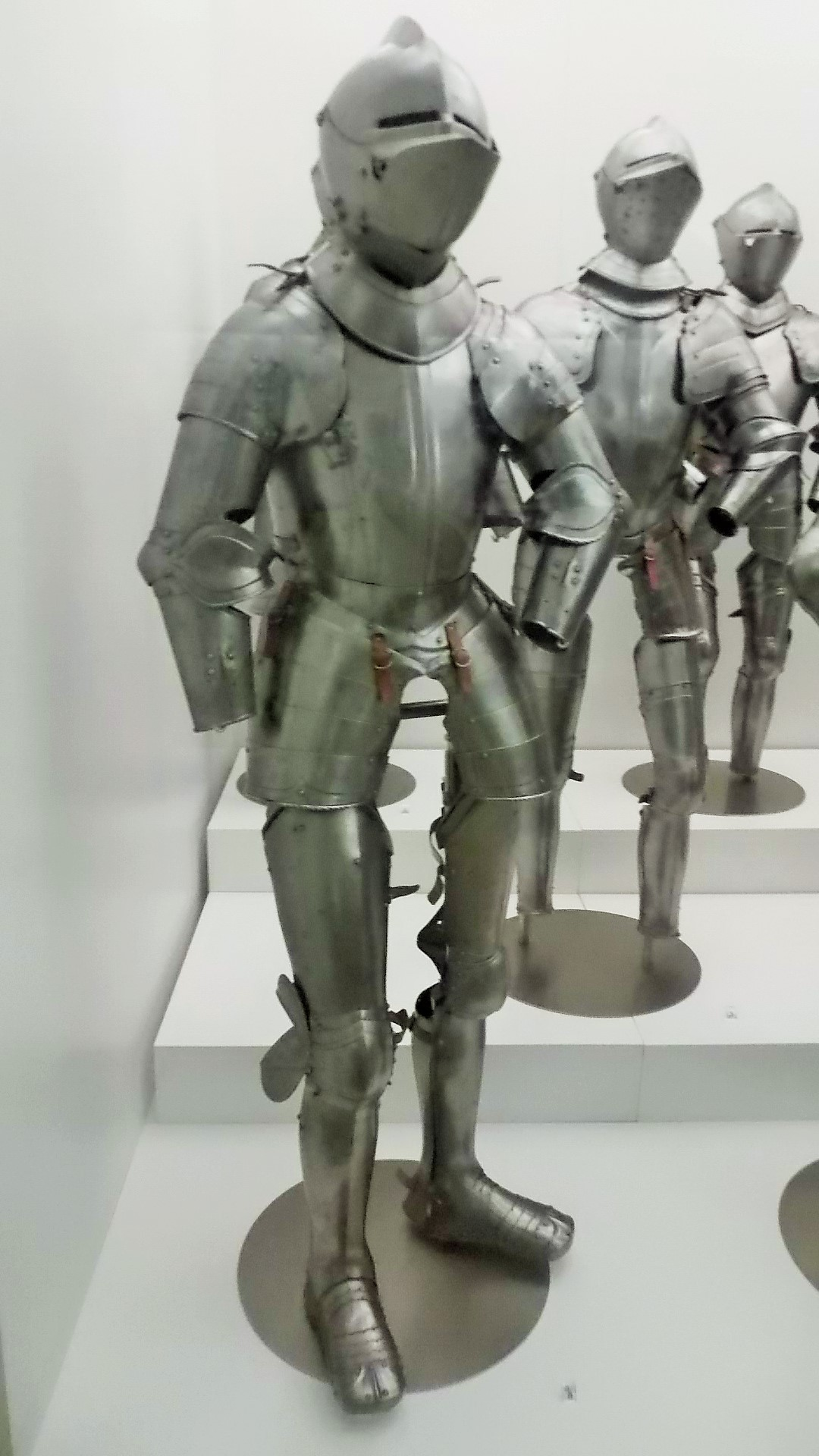
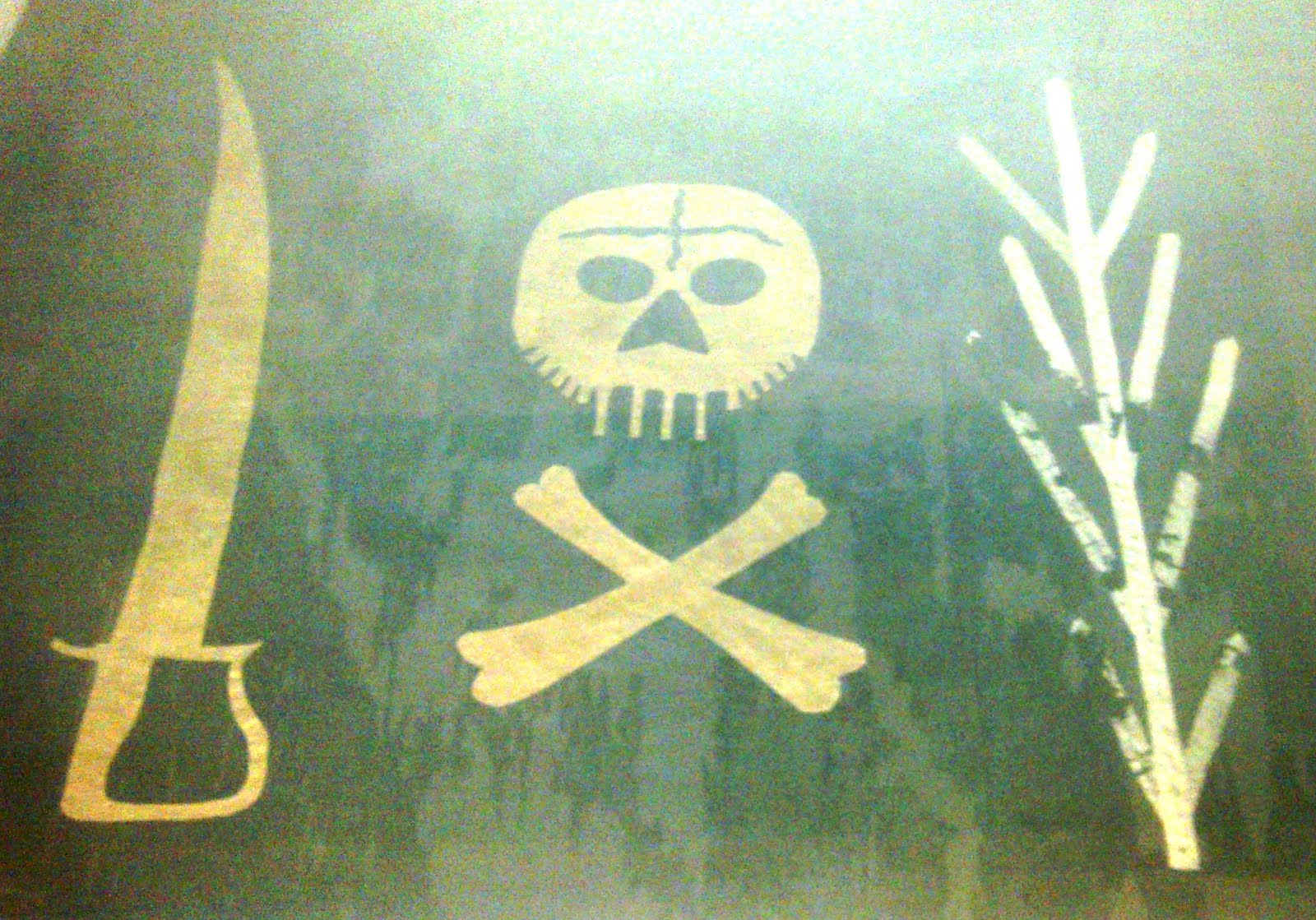
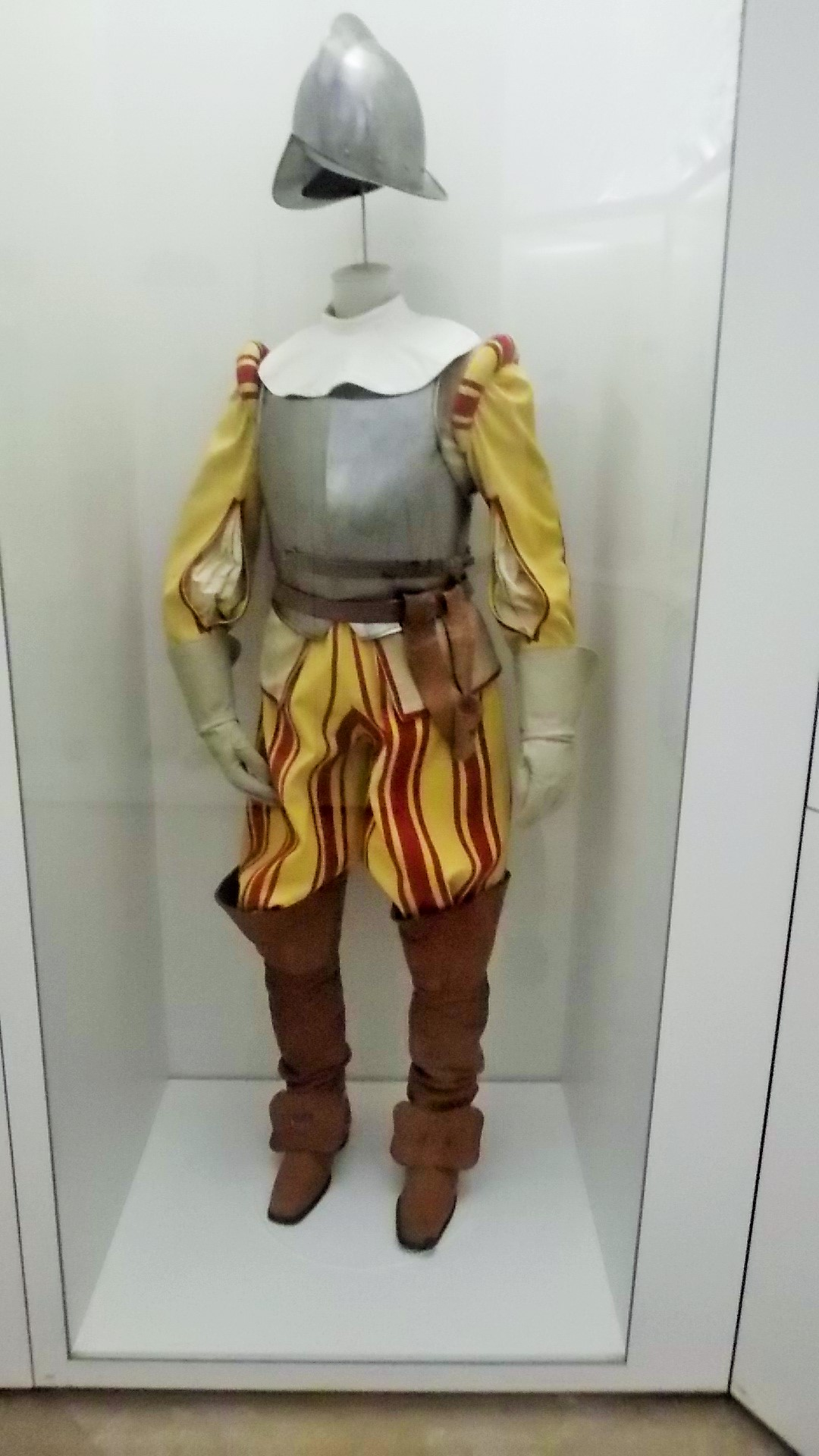
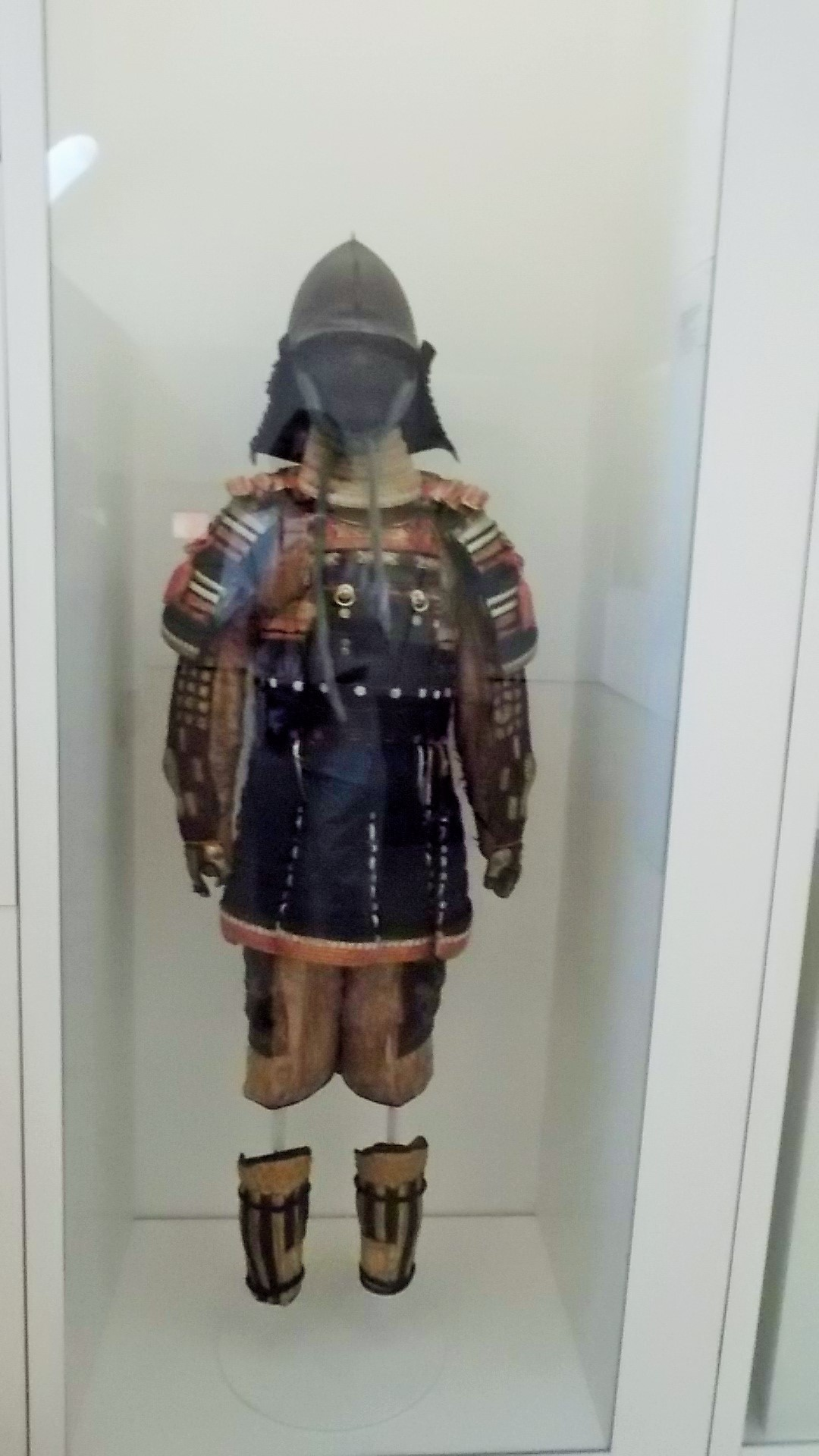
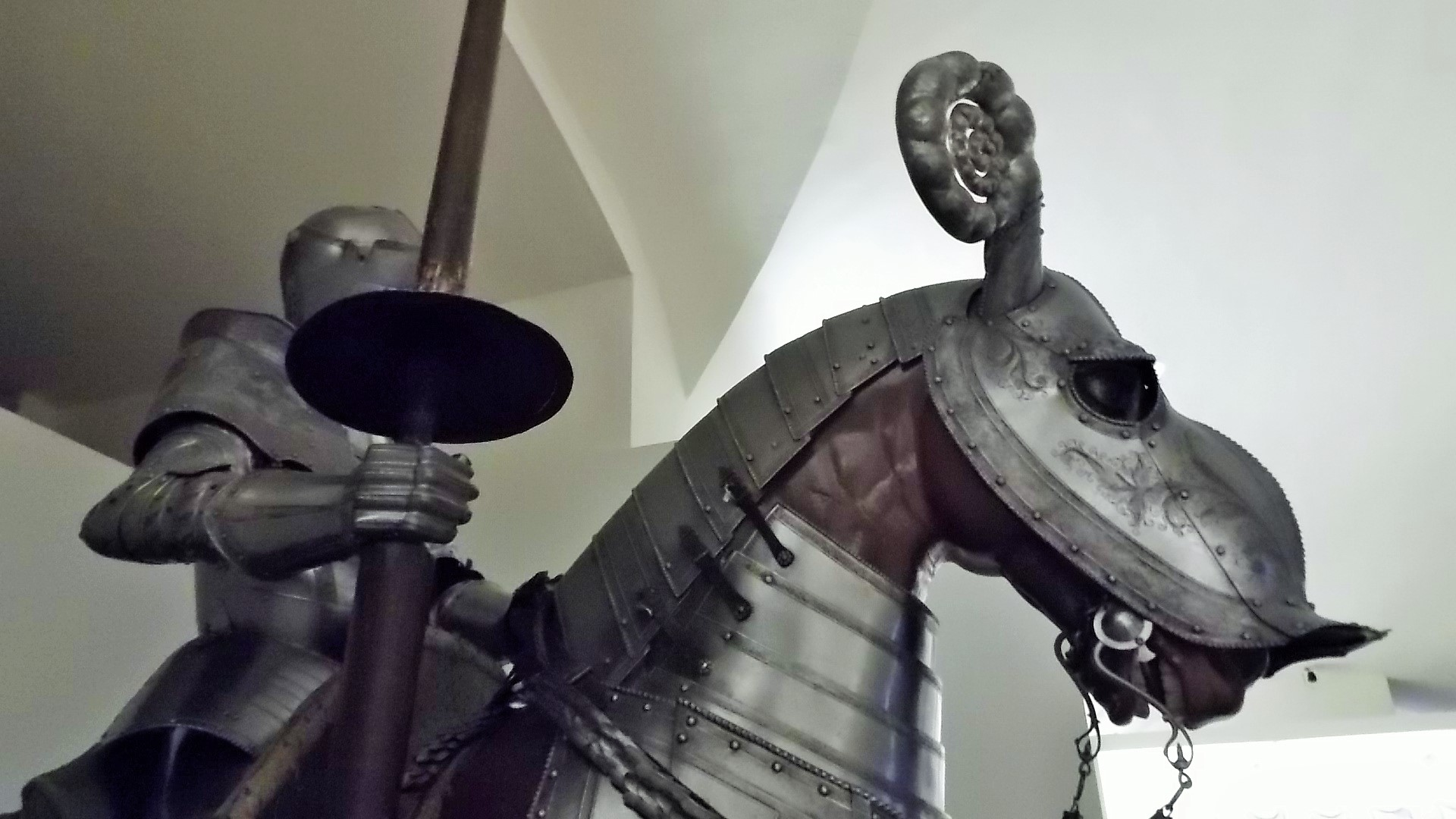
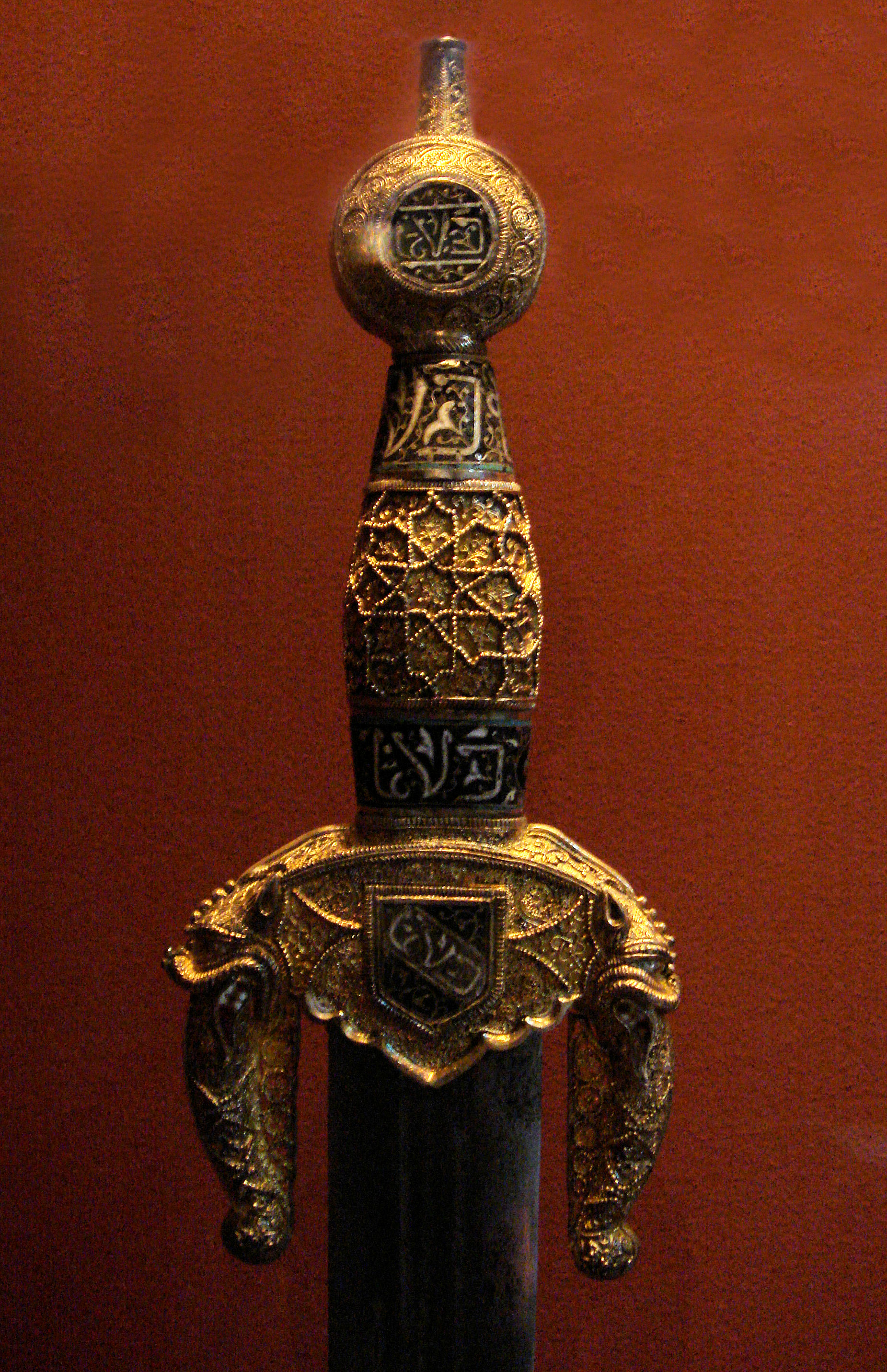